# Франсуа Бертран
Франсуа Бертран (фр. François Bertrand; 29 жовтня 1823, Вуазе — 25 лютого 1878, Гавр) — сержант французької армії, відомий тим, що займався ексгумацією і спотворював трупи, в основному жінок, на декількох французьких кладовищах, зокрема на кладовищі Монпарнас у Парижі, де займався некрофілією і некросадизмом.

## Біографія

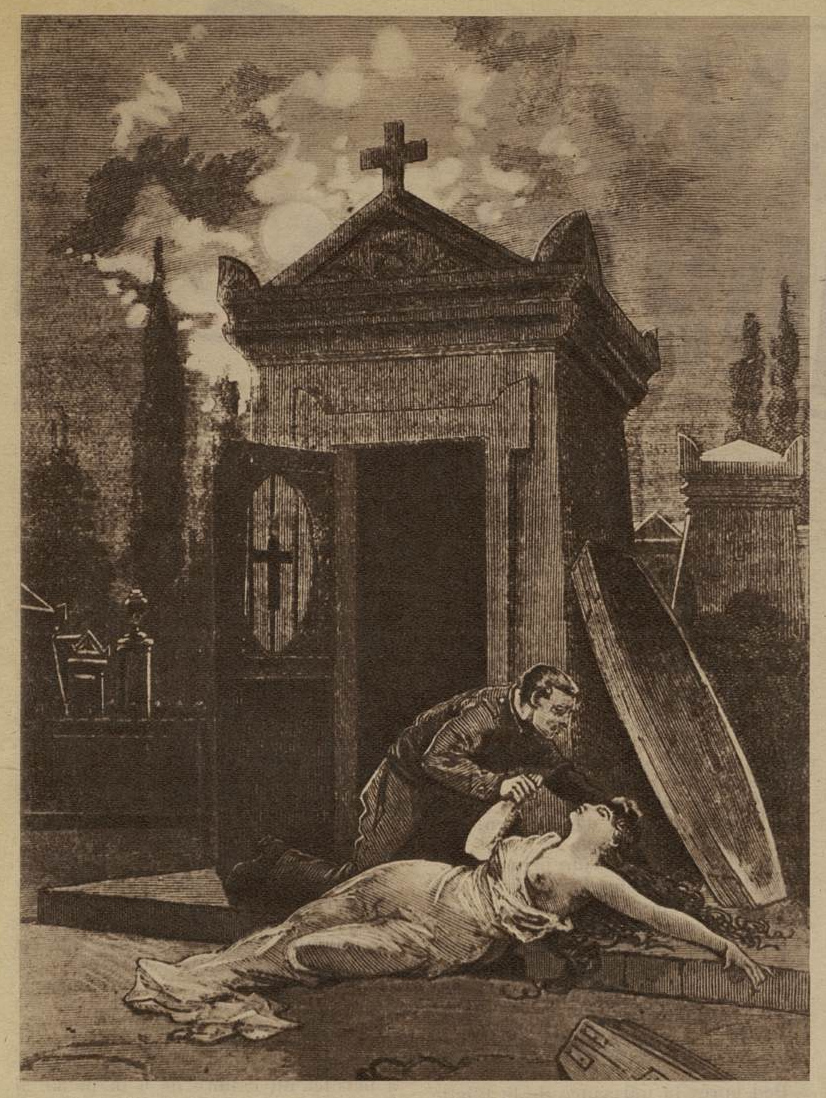
«Вампір», ксилографія з журналу Détective.

Влітку 1848 року по березень 1849 року на паризьких кладовищах був знайдений ряд ексгумованих і знівечених трупів. Людина, якого преса називала «вампіром Монпарнаса», завжди вислизав від спостереження могильників і охоронців. Тому влада вирішила встановити пекельну машину біля стіни цвинтаря Монпарнас, де сліди бруду вказували на його прохід. Непомітний металевий дріт мав викликати кулеметний вогонь у разі попадання на нього, що й сталося в ніч з 15 на 16 березня 1849 року. Сержант Бертран був важко поранений і лікувався у шпиталі Валь-де-Ґрас, де його врятували, а потім довірили військовому лікарю доктору Маршалю де Кальві (1815—1873), який прийняв його визнання і попросив записати їх на папір.
Франсуа Бертран визнається, що з підліткового віку у нього було бажання вбивати жінок і мастурбувати на їх трупах. Він постав перед військовим трибуналом, де доктор Маршал з Кальві заявив про його безвідповідальність через деструктивну мономанію, ускладнена еротична мономанія. Військова рада не взяла до уваги його висновки, оголосив сержанта винним і засудив його до одного року тюремного ув'язнення за «понівечення могил» за статтею 360 Кримінального кодексу Франції. Письменник Мішель Ансель, якось написав про сержанта Бертрана в своїй книзі «Сержант Бертран: портрет щасливого некрофіла» (фр. Le Sergent Bertrand : portrait d'un nécrophile heureux), що знайшов слід некрофіла, коли він відбув покарання: Бертран був включений в другій батальйон легкої піхоти Африки, займався будівництвом доріг в Алжирі, а потім повернувся до цивільного життя. У 1856 році він одружився в Гаврі і працював на різних дрібних посадах: клерк, листоноша, доглядач маяка. Мішель Ансель приписує йому два понівечення могил, які відбулися в районі Гавра в 1864—1867 роках.

## Наслідки його випадку на психіатричні концепції
Дивина випадку сержанта Бертрана і, перш за все, той факт, що військова рада, котра судила цього солдата, не взяли до уваги слова доктора Маршала де Кальві в його аргументації на користь патології, яка характеризується як «деструктивна мономанія», ускладнена «еротичної мономанія», викликали одностайне обурення лікарів-алієністів того часу. Деякі з них висловили свою точку зору в наукових статтях, опублікованих у медичних журналах, з цього приводу помістили некрофілію серед інших венеричних хвороб, а Клод-Франсуа Мішеа попрацював над їх класифікацією. Стаття доктора Мішеа, яку історики ідей і моралі довгий час вважали першим медичним дослідженням гомосексуальності (яку Мішеа в своїй статті назвав філософією), насправді є першим науковим аргументом на користь вродженої природи цієї схильності, заснованим на анатомічних спостереженнях початкової бісексуальності зародків ссавців. Доведено, що Мішеа сам був педерастом [в сенсі цього слова в XIX столітті]: внесення його імені в реєстр педерастів префектури поліції засноване на доведених фактах. Заслуги доктора Клод-Франсуа Мішеа (1815—1882), засновника медико-психологічного товариства і видатного алієніста, були затьмарені кримінальних вироком за справу про порок в Діжоні.

## Відображення в культурі
Історія сержанта Бертрана стала темою роману, написаного в 1933 році американцем Ґаєм Ендором: «Паризький перевертень» (1933). Чарльз Форт згадує його в своїй книзі «Дикі таланти» (1932), а Гі де Мопассан згадує сержанта Бертрана в своїй розповіді «Волосся» (1884), де головна тема твору некрофілія. Франсуа Бертран є головним героєм роману Гі де Варна «Чорне чудовисько» (1965).
Німецький гурт Sopor Aeternus and The Ensemble of Shadows написав пісню про Франсуа Бертраном під назвою Dark Delight на альбомі Es reiten die Toten so schnell.
У 1994 році російський гурт «Апрельский марш» записала пісню «Сержант Бертран», котра увійшла в однойменний альбом.